# Avramios (patriarcha jeruzalémský)
Avramios († 1. listopadu 1787, Konstantinopol) byl pravoslavný patriarcha jeruzalémský.

## Život
Byl metropolitou z Caesarea Philippi a v červnu 1775 byl zvolen patriarchou jeruzalémským.
První roky patriarchátu probíhaly během nepokojů a povstáním na Blízkém východě, kterými trpělo křesťanské obyvatelstvo. Koncem 70. let 18. století se však politická situace v Palestině stabilizovala; vztahy mezi křesťanskými denominacemi nebyly poznamenány konflikty.
Zřídka opouštěl Konstantinopol a cestoval pouze do Dunajských knížectví pro finanční pomoc.
Jeho vikářem v Palestině byl metropolita nazaretský Neophytos, který stavěl a obnovoval mnohé chrámy.
Před svou smrtí jmenoval svým nástupcem metropolitu caesarejského Prokopia.
Zemřel 1. listopadu 1787.